# Relais 4 × 800 mètres
Le relais 4 × 800 mètres est une épreuve d'athlétisme dans différentes compétitions internationales, surtout pratiqué dans les grandes universités américaines. Il y a 4 relayeurs qui courent en équipe dans cette épreuve ; chaque relayeur doit faire 2 tours de piste, soit deux fois 400 m, puis passer le témoin au relayeur suivant comme dans tous les relais.

## Records

### Records du monde
| Type         | Genre | Performance   | Pays             | Athlètes                                                                | Date            | Lieu      |
| ------------ | ----- | ------------- | ---------------- | ----------------------------------------------------------------------- | --------------- | --------- |
| Piste        | M     | 7 min 2 s 43  | Kenya            | Joseph Mutua William Yiampoy Ismael Kombich Wilfred Bungei              | 25 août 2006    | Bruxelles |
| Piste        | F     | 7 min 50 s 17 | Union soviétique | Nadezhda Olizarenko Lyubov Gurina Lyudmila Borisova Irina Podyalovskaya | 5 août 1984     | Moscou    |
| Piste courte | M     | 7 min 11 s 30 | États-Unis       | Joe McAsey Kyle Merber Christopher Giesting Jesse Garn                  | 25 février 2018 | Boston    |
| Piste courte | F     | 8 min 5 s 89  | États-Unis       | Chrishuna Williams Raevyn Rogers Charlene Lipsey Ajee' Wilson           | 3 février 2018  | New York  |

### Records continentaux
| Continent                                                 | Hommes (au 14 juillet 2024) | Hommes (au 14 juillet 2024) | Femmes (au 14 juillet 2024) | Femmes (au 14 juillet 2024) |
| Continent                                                 | Temps                       | Pays                        | Temps                       | Pays                        |
| --------------------------------------------------------- | --------------------------- | --------------------------- | --------------------------- | --------------------------- |
| Afrique (records)                                         | 7 min 2 s 43                | Kenya                       | 8 min 4 s 28                | Kenya                       |
| Asie (records)                                            | 7 min 6 s 66                | Qatar                       | 8 min 16 s 2                | Chine                       |
| Europe (records)                                          | 7 min 3 s 89                | Grande-Bretagne             | 7 min 50 s 17               | Union soviétique            |
| Amérique du Nord, Amérique centrale et Caraïbes (records) | 7 min 2 s 82                | États-Unis                  | 8 min 0 s 62                | États-Unis                  |
| Océanie (records)                                         | 7 min 11 s 48               | Australie                   | 8 min 13 s 26               | Australie                   |
| Amérique du Sud (records)                                 | 7 min 47 s 3                | Brésil                      | 9 min 29 s 10               | Brésil                      |